# Parafia św. Michała Archanioła w Rekownicy
Parafia Świętego Michała Archanioła w Rekownicy – parafia rzymskokatolicka, znajdująca się w diecezji pelplińskiej, w dekanacie kościerskim.

## Proboszczowie
- ks. Paweł Miotk (1951–1986, zm. 16 sierpnia 1986)
- ks. Jan Kulas (1986–1990)
- ks. Jan Meler (1990–1991)
- ks. Tadeusz Lipski (1991–1992, zm. 17 czerwca 2003)
- ks. Andrzej Kmiecik (1992–2001)
- ks. Zbigniew Wysiecki (od 2001)[1]